# 稲子湯温泉
稲子湯温泉（いなごゆおんせん）は長野県南佐久郡小海町稲子にある温泉である。北八ヶ岳連峰の山麓松原湖高原に位置する。標高約1500メートル。

## 温泉地
稲子湯旅館という山小屋風の小さな旅館が1軒あり、通年営業をおこないる。
松原湖から道のり7.5kmほど離れた山深いところで、旅館の周辺は針葉樹林に囲まれている。
湯治に訪れる客のほか、登山客は本沢温泉や天狗岳等、北八ヶ岳へのアプローチに利用できる。
源泉は泉温7.6℃の冷鉱泉であり主に加熱して浴用として利用されている。また源泉は飲泉することもできる。泉質は、二酸化炭素硫黄冷鉱泉で、温泉療養の効能は胃腸病、神経痛、等とされている。

## 登山口
稲子湯からはニュウ、中山峠、夏沢峠へのアクセスが便利で、夏沢峠においては、日本で指折りの高所温泉がある本沢温泉を経由する。

## 来歴
1868年(慶應4年、明治元年)に、八ヶ岳を越えて諏訪より佐久に至る道路開発に奔走していた原村の原田源吉らによって発見され、1874年(明治7年)より温泉開発がなされる。
1907年(明治40年)4月23日に内務省東京衛生試験所（国立衛生試験所）にて分析を行い冷鉱泉として認可される。

## 創作作品
かつて佐多稲子は、名前に同じ字が用いてある温泉地の名に興味をいだき稲子湯温泉を訪れた。そして随筆『稲子湯行き』を発表した。
また、小海町観光協会の公式サイトによれば映画『岳』の撮影に利用されたロケ地である。

## 交通アクセス
林道夏沢峠稲子湯線・長野県道480号松原湖高原線に接続しており、2014年4月1日現在のダイヤにおいて、稲子湯まで小海町営バスが利用できる。稲子行きが利用できない場合は、松原湖付近の稲子登山道入口より徒歩となる。但し、松原湖線は概ね11月から4月まで冬期運休となる。
稲子行きの場合
JR小海線（八ヶ岳高原線）松原湖駅から小海町営路線バス松原湖線・稲子湯で下車。
稲子登山道入口行きの場合
JR小海線（八ヶ岳高原線）松原湖駅から小海町営路線バス松原湖線・稲子登山道入口で下車、徒歩1時間30分ほど。

## 周辺の名所
- 山の神のサラサドウダン群落（長野県天然記念物） - 約3ヘクタールの保護指定区域にサラサドウダンの群落がみられる[11]。小海町営バスにて群生地前で下車。
- 小海町高原美術館
- 松原湖温泉
- 小海リエックス・スキーバレー
- しらびそ小屋
- みどり池
- 黒百合平
- 高見石
- 白駒の池
- 天狗岳
- 根石岳
- 本沢温泉